# Hszü Jü-hua (sakkozó)
Hszü Jü-hua (Xǔ Yùhua (許昱華, Hszü Jü-hua), egyszerűsített kínai írással: 许昱华, a nemzetközi szakirodalomban Xu Yuhua) (Csinhua (Jinhua),  Csöcsiang (Zhèjiāng)), 1976. október 29. –) kínai női sakkozó, nemzetközi nagymester, a tizenharmadik női sakkvilágbajnok (2006–2008), háromszoros olimpiai bajnok, kétszeres világkupa győztes, Grand Prix győztes, Ázsia kétszeres női bajnoka, Ázsia junior lánybajnoka.

## Élete és sakkpályafutása
Hatéves korában tanult meg sakkozni. 1996-ban első helyezést ért el Ázsia junior sakkbajnokságán. Ugyanebben az évben az U20 junior sakkvilágbajnokságon a 3. helyen végzett. 1998-ban megnyerte Ázsia női bajnokságát, ezzel szerzett női nemzetközi nagymesteri címet. 1999-ben ismét Ázsia legjobb sakkozónője lett.
2000-ben megnyerte a FIDE első világkupáját Senjang (Shĕnyáng)ban. 2002-ben Hyderabadban megismételte ezt a sikerét.
Kína bajnokságán 2001. márciusban holtversenyben 1–3., októberben 2–4. helyezést ért el.
2006-ban a FIDE kieséses rendszerű világbajnokságát megnyerve elhódította a női világbajnoki címet, amit 2008-ban már nem tudott megvédeni. 2009-ben tovább folytatta sikersorozatát, amikor a Nanking (Nánjīng)ban rendezett FIDE Grand Prix győztese lett.
2012. január óta nem játszott a Nemzetközi Sakkszövetség (FIDE) által értékelt játszmát, jelenleg inaktív.

## Végzettségei
- Kínai nyelvészet, Master fokozat (Master of Literature, Chinese Linguistics), Pekingi Egyetem, 2011
- Jogtudomány, Bachelor-fokozat (Bachelor of Law, Jurisprudence) Pekingi Egyetem, 2004

## Szereplései a világbajnokságokon
Először 1993-ban jutott be a világbajnokjelöltek Dzsakartában rendezett zónaközi döntőjébe, ahol a svájci rendszerű versenyen a 27. helyezést érte el.
A 2000-es, első kieséses rendszerű (knock out) világbajnokságon az Élő-pontszám szerinti első 64 versenyzőt hívták meg, hogy döntsenek a világbajnoki címről. Az Új-Delhiben rendezett versenyen végül 61-en vettek részt. Hszü Jü-hua (Xǔ Yùhua) az 5. kiemeltként indult, az első fordulóban az argentin Claudia Amura, a másodikban az amerikai Anna Hahn ellen győzött, a harmadik körben vereséget szenvedett az ukrán Natalija Zsukovától, aki a következő körben a később világbajnoki címet szerző Hszie Csün (Xiè Jūn) elleni vereségével búcsúzott a küzdelmektől.
A 2001-es világbajnokságra Moszkvába az Élő-pontszám szerinti első 64 versenyzőt hívták meg, Hszü Jü-hua (Xǔ Yùhua) a nyolcadik kiemeltként indult, és az elődöntőig menetelt. Az első fordulóban Farida Arouche, a másodikban az örmény Elina Danielian, a harmadikban a litván Camilla Baginskaite, a negyeddöntőben a román Cristina Foisor ellen győzött. Az elődöntőben Alekszandra Kosztyenyuk állította meg győzelmi sorozatát.
A 2004-es világbajnokságon a 9. kiemeltként sorsolták. Az első fordulóban Sopio Tkeshelashvili, a másodikban az örmény Elina Danielian, a harmadik körben a német Elisabeth Pähtz ellen győzött, a negyeddöntőben vereséget szenvedett az indiai Humpy Kunerutól.
A 2006-os világbajnokság idején már három hónapos terhes volt. A verseny az előző évekhez hasonlóan a világranglista első 64 helyezettje között kieséses rendszerben zajlott, és a 6. kiemeltként rangsorolták. Az első fordulóban a vietnámi Hoang Xuan Thanh Khiet ellen győzött, a másodikban az ukrán Anna Usenyinát, a harmadikban az orosz Tatyjana Koszincevát győzte le. A negyeddöntőben Jekatyerina Kovalevszkaja, az elődöntőben Szvetlana Matvejeva volt az ellenfele. A döntőben az orosz Alisza Galljamova ellen diadalmaskodott, ezzel ő lett a sakkozás történetének tizenharmadik női sakkvilágbajnoka.
A 2008-as világbajnokságon címvédőként az 1. kiemeltként indult. Az első fordulóban nyert Anzel Solomons ellen, de a másodikban kikapott Szvetlana Matvejevától, ezzel elvesztette világbajnoki  címét.

## Szereplései a sakkolimpiákon
2000 és 2004 között három sakkolimpián vett részt a kínai válogatottban, és csapatban mindhárom alkalommal aranyérmet nyert.

## További csapateredményei
1995-ben, 1999-ben és 2003-ban tagja volt Ázsia csapatbajnokságán az első helyezést szerzett kínai válogatottnak, és mindhárom alkalommal egyéni eredménye is a legjobb volt a tábláján.
A női bajnokcsapatok Európa Kupájában 2007-ben az AVS Krasnoturinsk csapatával ezüst, egyéni eredményével bronzérmet szerzett.

## Kiemelkedő versenyeredményei
A világbajnoki címért folyó versenyeken és mérkőzéseken kívül:
- 2001: Handan, zónaverseny, 1. helyezés[22]
- 2001: HeiBei 3.3 zónaverseny, 1. helyezés[23]
- 2002: Hyderabad, FIDE világkupa döntő, 1. helyezés[9]
- 2005: North Urals Cup, 2–3. helyezés[24]
- 2009: FIDE Grand Prix, Nanjing, 1. helyezés[25]

## Emlékezetes játszmái
- Yuhua Xu vs Anna Ushenina, FIDE világbajnokság, 2006. 1–0
- Tatiana Kosintseva vs Yuhua Xu, FIDE világbajnokság, 2006. 0–1
- Sopio Tkeshelashvili vs Yuhua XU, FIDE világbajnokság 2004. 0–1